# Jan Václav Kautský
Jan Václav Kautský , též Johann Kautsky (14. září 1827, Praha-Malá Strana – 4. září 1896, Sankt Gilgen) byl český a rakouský malíř a jevištní výtvarník. Byl zakladatelem rodu Kautských, z jehož řad vzešla řada významných osobností. 

## Život
Narodil se v rodině krejčovského mistra Václava Kautského a jeho manželky Josefy. Po studiích u Christiana Rubena a Maxe Haushofera na Akademii výtvarných umění v Praze (1844–1846) pokračoval na malířské akademii v Düsseldorfu u Johanna Wilhelma Schirmera. Byl členem výtvarného odboru Umělecké besedy.
Od roku 1852 spolupracoval jako malíř dekorací nejprve se Stavovským divadlem v Praze a stal se členem jeho souboru. 
V roce 1854 se oženil s herečkou a spisovatelkou Minnou Jaich, dcerou českého malíře Antona Jaicha. Manželé měli dceru a tři syny. Jedním z nich byl známý a vlivný sociální demokrat a teoretik marxismu Karl Kautsky. 
V letech 1862–1864 vytvořil hlavní oponu a dekorace pro Prozatímní divadlo v Praze.
Spolupracoval také s Dvorním divadlem ve Vídni a od roku 1863 byl malířem dvorní opery ve Vídni. V roce 1864 jej přijal jako společníka ve svém ateliéru malíř Carlo Brioschi. O dva roky později se k nim připojil vídeňský dvorní malíř Hermann Burghart (1834–1901) a vznikla tak dekoratérská firma Brioschi, Burghart und Kautsky, k.u.k. Hoftheatermaler in Wien, která zaměstnávala desítky řemeslníků, kancelářských pracovníků a výtvarníků, mj. i Alfonse Muchu. Spolupracoval s divadly v Brně, Liberci, Poděbradech, Plzni a Žamberku, ale dodával dekorace i pro divadla v Německu a Anglii nebo pro Metropolitní operu v New Yorku.
Téměř každoročně posílal své obrazy na výroční výstavy v Praze.

### Rodinný život

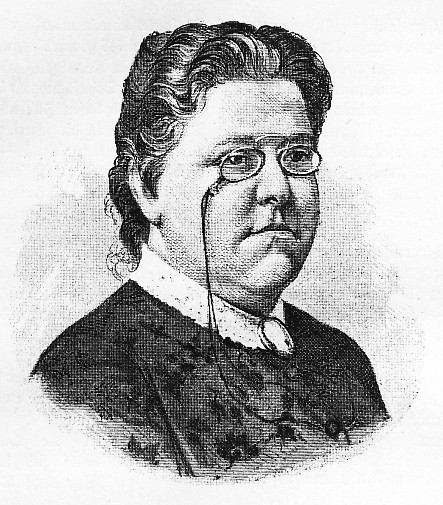
Manželka Minna Kautsky, rozená Jaichová. Rytina podle fotografie Ludwiga Angerera (asi 1890)

Jeho manželka Minna Kautsky, rozená Jaichová (1837–1912) byla herečka a spisovatelka, levicová bojovnice za práva žen (též přítelkyně Rosy Luxemburgové a Karla Liebknechta). Manželé Kautští měli dceru a tři syny. Po otcově smrti pokračovali ve vedení jeho firmy synové Fritz a Hans, spolu s italským malířem Francescem Rottonarem, až do roku 1938.

## Dílo
Jako malíř se věnoval romantické krajinomalbě a vystavoval pravidelně ve Vídni od roku 1872.
Jeho scénická tvorba, která vycházela z romanticky orientované konvence, se pod vlivem vlastních historických a etnografických studií měnila. Nakonec v ní převážily realistické tendence s důrazem na výpravnost a efekt. Členil scénický prostor pomocí různých prvků (můstky, schody, mobiliář, rekvizity) horizontálně i výškově a posunul českou scénografii 19. století směrem k realistickému iluzionismu.
Jeho dekorace z fundusu Prozatímního divadla v Praze později použilo také Národní divadlo a některé další společnosti. V roce 1881 při vzniku Národního divadla v Brně se účastnil budování a výzdoby divadla a mj. zhotovil oponu s antickým námětem Apollona a devíti múz.

## Galerie

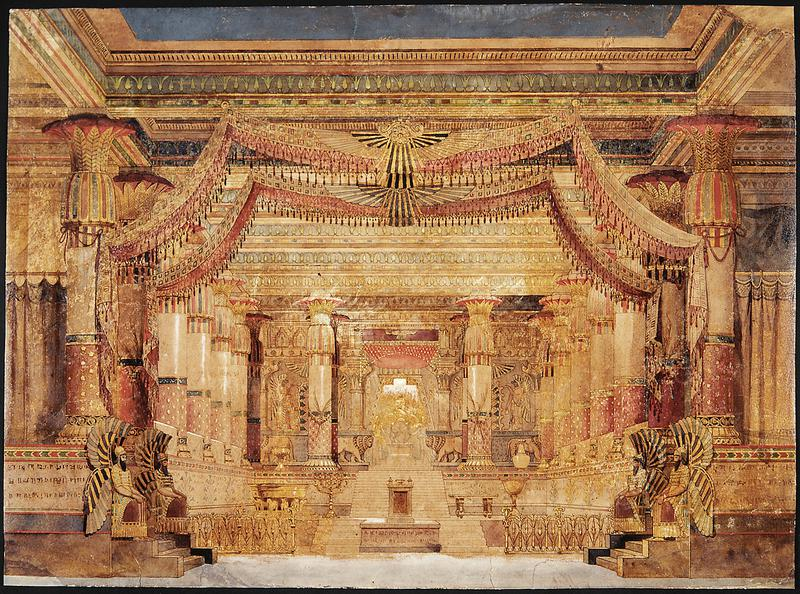
Johann Kautsky – scéna k opeře Královna ze Sáby
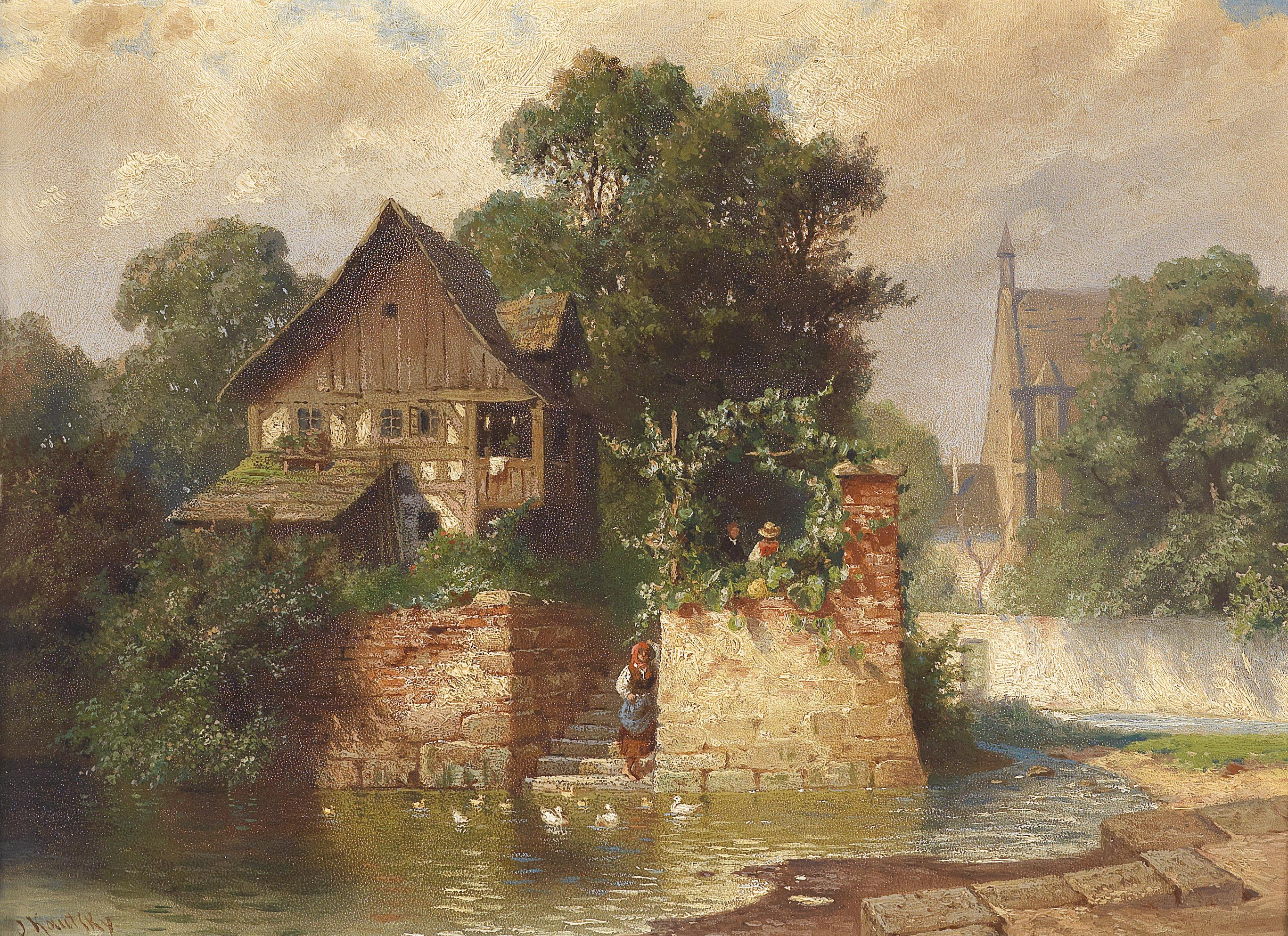
Johann Kautsky – Idylle am Stadtgraben (1864)
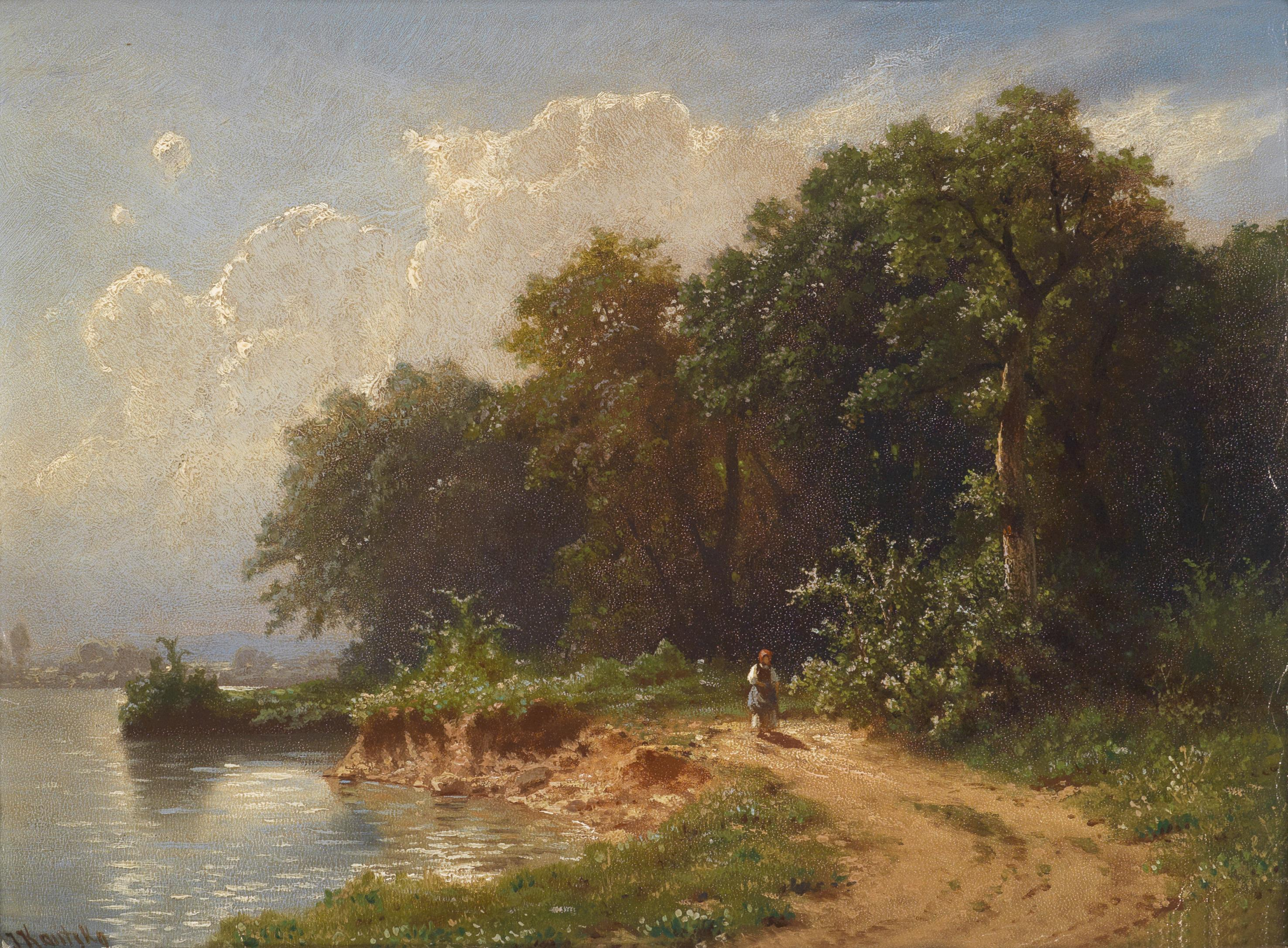
Johann Kautsky – Idylle am Seeufer (1896)
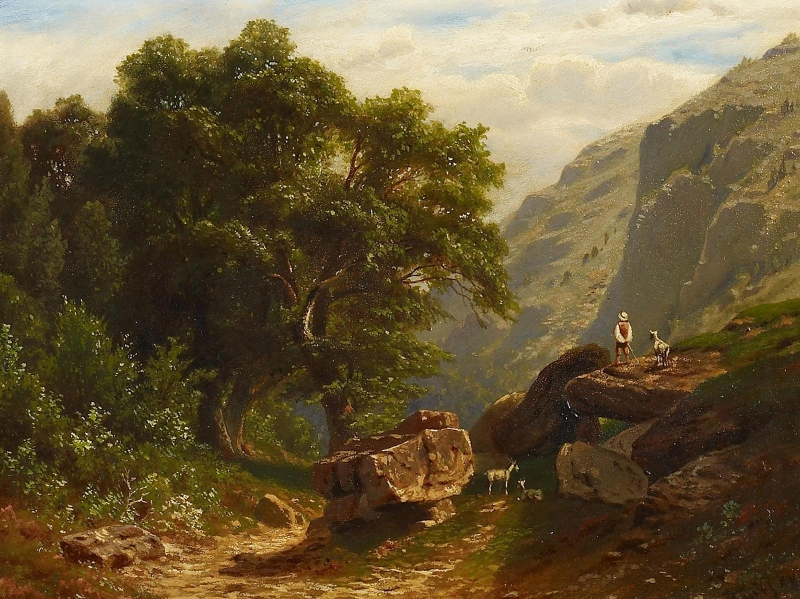
Johann Kautsky – Ziegenhirte in Gebirge
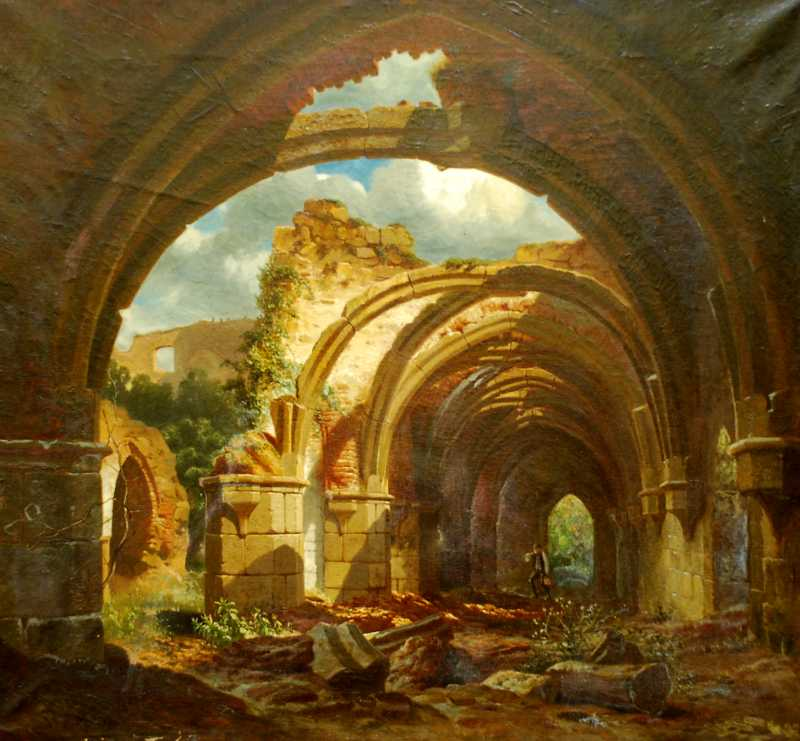
Johann Kautsky – hrad Zvíkov (2. pol. 19. stol.)

### Výstavy (výběr)

#### Vídeň
- 1872 výroční výstava Künstlerhaus Wien
- 1888 jubilejní výstava Künstlerhaus Wien
- 1890 výroční výstava Künstlerhaus Wien
- 1892 prosincová výstava Künstlerhaus Wien
- 1894 prosincová výstava Künstlerhaus Wien

#### Čechy
- 1940 Obrazy, plastiky a kresby českých mistrů XIX. století, Alšova síň Umělecké besedy, Praha
- 1955 Česká grafika XIX. století, Palác Kinských, Praha
- 1988 České výtvarné umění 19. a počátku 20. století ze sbírek Středočeské galerie, Praha